# Pedicularis pulchra
Pedicularis pulchra är en snyltrotsväxtart som beskrevs av Ove Wilhelm Paulsen. Pedicularis pulchra ingår i släktet spiror, och familjen snyltrotsväxter. Inga underarter finns listade i Catalogue of Life.